# Alak (rendszertan)
Az alak vagy forma (latinul: forma, rövidítése f.) egy másodlagos taxon a növényrendszertanban, amely a változat alatt helyezkedik el. Az alak olyan csoportot jelöl, amely általában egy, de legfeljebb néhány kitüntetett tulajdonságában csekély mértékben, de észrevehetően eltér más alakoktól. Ilyen tulajdonság például a virág esetében a szín. Előfordulhat, hogy egy alakot tovább osztanak alalakokra (latinul: subforma, rövidítése subf.).
A fogalom előfordul a zoológiában is, de ott csak informális kategóriaként, mivel a Zoológiai Nevezéktan Nemzetközi Kódexe az alfajnál nem fogad el alacsonyabb szintű taxont.

## Az alak a Botanikai Nevezéktan Nemzetközi Kódexében
A Botanikai Nevezéktan Nemzetközi Kódexe (International Code of Botanical Nomenclature, ICBN) értelmében az alak és az alalak infraspecifikus, azaz a faj szintje alatti taxonok, ezen belül is a formális nevezéktan legalacsonyabb szintű kategóriái:
- Faj (species)
  - Alfaj (subspecies)
    - Változat (varietas)
      - Alváltozat (subvarietas)
        - Alak (forma)
          - Alalak (subforma)

Az alak tudományos neve a generikus névből (a nemzetség neve), a specifikus jelzőből (faji jelző) és az infraspecifikus jelzőből áll. Habár elméletileg nem a név része, a taxon szintjét jelezni kell, mivel egy jelző több faj alatti taxonszinthez (alfajhoz, változathoz) is tartozhat, és ezért nem lenne egyértelmű, hogy melyikről van éppen szó. Az alak esetében a bevett jelzés az f. rövidítés az infraspecifikus jelző előtt:
Acanthocalycium spiniflorum f. klimpelianum (Weidlich & Werderm.) Donald
de elfogadott a teljes forma kiírása is:
Acanthocalycium spiniflorum forma klimpelianum (Weidlich & Werderm.) Donald
Az alak nincs feltétlenül besorolva a magasabb szintű infrapecifikus taxonokba (alfajba, változatba), de ha be van sorolva, akkor az az alábbi módon tüntethető fel (a különböző szintű taxonok leíróival együtt):
Crataegus aestivalis (Walter) Torr. & A.Gray var. cerasoides Sarg. f. luculenta Sarg.
de ez el is hagyható:
Crataegus aestivalis f. luculenta Sarg.